# Просідання гірських порід

Просідання гірських порід (рос. просадка горных пород, англ. (rock) subsidence, collapse, нім. Setzung f, Absinken n, Senkung f (der Gesteine)) –
- 1) Осідання ґрунту. Викликається різноманітними причинами: суфозією, карстовими процесами, таненням в областях розвитку багатолітньомерзлих гірських порід, гірничими роботами тощо.
- 2) Пониження круглої форми глибиною до 0,25 м, що виникає при швидкому (хвилини, години, дні) обваленні покривних або карстових порід.

Син. — просадка (заст.).

## Загальний опис
Просідання — процес ущільнення і деформації ґрунтів внаслідок зволоження. Тому просадочними ґрунтами називають ґрунти, для яких характерним є ефект «доущільнення». До таких ґрунтів належать: супіски, суглинки, деякі глини, що мають посадочні властивості. Процес супроводжується вертикальним зміщенням земної поверхні вниз — просіданням. Ця властивість для окремих типів порід є різною: у грунтах I типу вона проявляється лише під час змочування товщі водою, а у грунтах II типу — тільки у випадку, коли одночасно із замочуванням має місце вплив додатковий тиск від будівель та споруд.
Основною причиною руйнування структурних зв'язків у лесових породах є не розчинення, а послаблення (пом'якшення) природного цементу, що утворює такі зв'язки. Це явище має фізико-хімічну природу і пов'язане зі здатністю молекул води адсорбуватися на поверхні мінеральних часток. Проникаючи у найдрібніші тріщини цементу, молекули води виконують розклинюючу дію, розширюючи тріщини і поступово руйнуючи природний цемент.
Руйнування цементаційних зв'язків у лесових породах і розвиток просадкових явищ відбувається поступово.
Зовнішній результат перетворення структури лесових порід у процесі зволоження — просідання земної поверхні. Під час зволоження дощовими опадами і талими водами утворюються так звані степові блюдця: округлі або овальні пониження розмірами від кількох метрів до 50–100 м у поперечнику і завглибшки до 1–1,5 м. Інколи утворюються й більші за розмірами форми — поди (до 350—400 м у поперечнику і до 5–6 м завглибшки).
Основна форма просадкових явищ під час будівництва каналів і котлованів — утворення тріщин вздовж берегів із зануренням окремих терасоподібних уступів між паралельними рядами тріщин. У результаті їх береги набувають сучасного профілю. Ширина зон, що охоплені цими явищами, може сягати 80–100 м. Характерною ознакою є тріщини завглибшки до 5–7 м і завширшки до 1 м. Утворення просадкових тріщин вздовж берегів у більшості випадків супроводжується просіданням усього профілю водоймища на глибину до 2–2,5 м. Такі явища починаються через 1–2 дні після заповнення каналу або котловану водою і часто продовжуються протягом кількох років.
В Україні лесові ґрунти займають 65–70 % території — здебільшого на надзаплавних та вододільних терасах річок.
Для лесових ґрунтів властиві: невелика щільність (ρ = 1,25–1,55 т/м3), низька вологість (W = 0,1–0,2), значна пористість (більш 50 %). Коефіцієнт водонасичення лесового ґрунту менший, ніж Sr = 0,6, хоча в деградованому стані цей показник може бути більшим. Показники механічних властивостей лесового ґрунту в природному стані та після зволоження дуже відрізняються.

## Боротьба з просіданням
Просідання будівель і споруд часто відбувається на лесових ґрунтах. Лесовими ґрунтами вважають глинисті ґрунти: супіски, суглинки, іноді глини, які мають властивість ущільнюватися під дією навантажень. В таких ґрунтах після зволоження виникає додаткова деформація, яку називають, просіданням.
Згідно з ДБН В.1.1-5-2000 «Будинки і споруди на підроблюваних територіях і просідаючих грунтах» при проектуванні будинків і споруд для зведення на просідаючих грунтах слід, як правило, застосовувати методи будівництва, що повністю або частково усувають несприятливі дії деформацій просідання (прорізання товщ палями або глибокими фундаментами, ліквідацію властивостей просідання грунтів основи шляхом їх ущільнення і закріплення тощо). Поряд з цим необхідно передбачати заходи захисту, які включають:
 раціональну забудову територій, що дозволяє надавати перевагу майданчикам із більш сприятливими умовами будівництва;
 вертикальне планування території, яка забудовується, для запобігання можливого накопичення атмосферних і талих вод і забезпечення швидкого їх відведення та скид у каналізацію або за межі території, яка підлягає забудові;
 передбудівельну інженерну підготовку будівельних майданчиків, яка знижує або усуває нерівномірні деформації основи і враховує можливість зміни рельєфу місцевості, рівня підземних вод тощо;
 комплексні водозахисні заходи.
За неможливості здійснення будівництва з допомогою методів, що повністю виключають вплив деформацій просідання на будинки та споруди, слід передбачати:
 конструктивні та архітектурно-планувальні заходи захисту, що забезпечують міцність і тривалу експлуатаційну придатність будинків і споруд і запобігають їх пошкодженню в процесі експлуатації;
 заходи, що забезпечують нормальну безаварійну експлуатацію зовнішніх і внутрішніх інженерних мереж;
 заходи, що компенсують і ліквідують нерівномірне осідання і крени будинків і споруд з допомогою різних методів їх вирівнювання.
Усунення просадних властивостей ґрунтів у межах верхньої зони просідання може бути досягненно ущільненням важкими трамбівками, влаштуванням ґрунтових подушок, витрамбовуванням котлованів, у тому числі з улаштуванням розширень з жорсткого матеріалу, хімічним чи термічним закріпленням ґрунту.
Найбільше поширення в практиці будівництва здобула однорозчинна силікатизація, тобто нагнітання в ґрунт розчинів, котрі в своєму складі містять силікат натрію (рідке скло). Якоюсь мірою силікатизація нагадує процес, що виникає у природних умовах при створенні пісковиків.
Однорозчинна силікатизація полягає в закачуванні в ґрунт через ін'єктори — металеві перфоровані труби, які змонтовані з ланок 1…1,5 м завдовжки та діаметром 38 мм, рідкого розчину силікату натрію з добавками коагуляторів. Залежно від технологічної схеми ін'єктори розташовують вертикально, похило або навіть горизонтально щодо поверхні ґрунту. Глибина закріплення залежить від ґрунтових умов й особливостей будівель.

Ущільнення лесової товщі вибухівкою за методом
проф. І. М. Литвинова: Н — товща лесового ґрунту; св.1, св.2, св.3, св.4, св.5 — свердловини та їх номера; 1 — вибухи зарядів

Закріплення ґрунту за допомогою силікатизації використовують для створення суцільного масиву закріпленого ґрунту під стрічкові фундаменти або плити та у вигляді поодиноких масивів, між якими є ділянки незакріпленого ґрунту, під окремі фундаменти.
Якщо треба усунути просадні властивості ґрунтів у межах усієї товщі використовують глибинне ущільнення ґрунтовими палями в пробитих свердловинах, попередне замочування ґрунтів основи, у тому числі з глибинними вибухами, хімічне чи термічне закріплення.